# West Ogwell
West Ogwell – wieś w Anglii, w Devon, w dystrykcie Teignbridge, w civil parish Ogwell. W 1891 wieś liczyła 39 mieszkańców.